# Pravdinsk
Pravdinsk (en russe : Правдинск ; en allemand : Friedland in Ostpreußen ; en lituanien : Romuva ; en polonais : Frydląd) est une ville de l'oblast de Kaliningrad, en Russie, et le centre administratif du raïon de Pravdinsk. Sa population s'élève à 4 318 habitants en 2013.
C'est ici que se déroula la bataille de Friedland, en 1807, d'après le nom que portait alors la localité.

## Géographie
Pravdinsk est située sur la rivière Alle (Lava en russe), à 44 km au sud-est de Kaliningrad et à 1 066 km à l'ouest de Moscou.

## Histoire

### Friedland in Ostpreußen
La ville a été fondée en 1312 par les chevaliers teutoniques en Prusse sur un gué traversant la rivière Alle. Connue par son nom allemand Friedland (« terre de paix »), la ville fit partie du duché de Prusse après la sécularisation des chevaliers teutoniques en 1525. Sous la dynastie des Hohenzollern, Friedland fut intégrée au royaume de Prusse en 1701.
Le 14 juin 1807, Napoléon Ier remporta près de la localité une fameuse bataille contre une armée russe et prussienne, bataille qui a donné le nom d'une avenue à Paris, près de l'Arc de triomphe. La ville est devenue partie de la confédération de l'Allemagne du Nord en 1866, puis de l'Empire allemand en 1871, lors de la réalisation de l'unité allemande et enfin partie de l'État libre de Prusse, après la Première Guerre mondiale, intégré ensuite au Troisième Reich. Friedland était l'une des quatre villes de l'arrondissement de Friedland, dont elle fut le chef-lieu jusqu'en 1845. Celui-ci fut transféré à Domnau, puis à Bartenstein en 1902.

### Depuis 1945
Conquise par l'Armée rouge à la fin de la Seconde Guerre mondiale, la ville a été annexée par l'Union soviétique, conformément aux décisions de la Conférence de Potsdam, en 1945. Sa population allemande fut expulsée. La ville fut renommée Pravdinsk (nom formé à partir du mot russe pravda signifiant « vérité »). L'église Saint-Georges, dans le centre-ville, est devenue une église orthodoxe russe.

## Population
Recensements (*) ou estimations de la population
| 1875  | 1890  | 1910  | 1933  | 1939  | 1959* |
| ----- | ----- | ----- | ----- | ----- | ----- |
| 3 296 | 2 609 | 3 027 | 4 323 | 4 410 | 2 718 |

| 1970* | 1979* | 1989* | 2002* | 2010* | 2013  |
| ----- | ----- | ----- | ----- | ----- | ----- |
| 3 335 | 4 070 | 4 143 | 4 480 | 4 323 | 4 318 |

## Personnalités liées à la ville
- Otto Saro (1818-1888), homme politique